# Owenton
Owenton és una població dels Estats Units a l'estat de Kentucky. Segons el cens del 2000 tenia 1.387 habitants.

## Demografia
Segons el cens del 2000, Owenton tenia 1.387 habitants, 615 habitatges, i 340 famílies. La densitat de població era de 239,1 habitants/km².
Dels 615 habitatges en un 24,7% hi vivien nens de menys de 18 anys, en un 38,9% hi vivien parelles casades, en un 12,8% dones solteres, i en un 44,7% no eren unitats familiars. En el 42,3% dels habitatges hi vivien persones soles el 25,2% de les quals corresponia a persones de 65 anys o més que vivien soles. El nombre mitjà de persones vivint en cada habitatge era de 2,08 i el nombre mitjà de persones que vivien en cada família era de 2,84.
Per edats la població es repartia de la següent manera: un 20,8% tenia menys de 18 anys, un 8,6% entre 18 i 24, un 22,4% entre 25 i 44, un 20,9% de 45 a 60 i un 27,3% 65 anys o més.
L'edat mediana era de 44 anys. Per cada 100 dones de 18 o més anys hi havia 65,3 homes.
La renda mediana per habitatge era de 23.125 $ i la renda mediana per família de 36.806 $. Els homes tenien una renda mediana de 27.596 $ mentre que les dones 22.450 $. La renda per capita de la població era de 14.955 $. Entorn del 13,2% de les famílies i el 21,4% de la població estaven per davall del llindar de pobresa.

## Poblacions més properes
El següent diagrama mostra les poblacions més properes.